# María Teresa Campos
Pour les articles homonymes, voir Campos.
María Teresa Campos Luque, née le 18 juin 1941 à Tétouan (dans la zone du Maroc sous protectorat espagnol) et morte le 5 septembre 2023 à Madrid, est une journaliste et présentatrice de télévision espagnole,.

## Biographie
Troisième fille des six enfants d'une famille de classe moyenne cossue, María Teresa Campos s’installe à Malaga en 1942 et puis à Madrid.
Elle étudie la philosophie à l’université de Malaga et collabore dans divers programmes de radio et TV.
Elle est veuve, a deux filles et trois petits enfants. Elle est amie de Rocío Carrasco, fille de Rocío Jurado et Pedro Carrasco.

## Publications
- Como librarse de los hijos antes de que sea demasiado tarde (Humor - Éd. Temas de hoy – 1993)
- Qué hombres (Humor - Éd. Temas de hoy – 1994)
- Agobios nos da la vida (Humor - Éd. Temas de hoy – 1997)
- Mis dos vidas (Memorias - Éd. Planeta – 2004)

## Prix
- Prix Ondas 1980
- Antena de Oro 1994
- Prix Ondas 2003
- TP de Oro 2004
- Medalla de Oro de la Junte d'Andalousie
- Premio Clara Campoamor 2007
- Médaille d'or du mérite des beaux-arts, décernée par le Ministère de l'Éducation, de la Culture et des Sports espagnol, 2023[4]

## Télévision
- Buenas noches (TVE)
- Estudio directo (TVE)
- Viva la tarde (TVE)
- Diario de sesiones (TVE)
- Por la mañana (TVE)
- A mi manera (TVE)
- Ésta es su casa (TVE)
- Pasa la vida (TVE)
- Telepasión (TVE)
- Perdóname (TVE)
- Tardes con Teresa (TVE)
- Día a día (Tele 5)
- Cruce de caminos (Tele 5)
- Buenas Tardes (Tele 5)
- Tú dirás (Tele 5)
- Cada día (Antena 3)
- Lo que inTeresa (Antena 3)
- Especial Rocío Jurado (Antena 3)
- El laberinto de la Memoria (Telecinco)
- La mirada crítica (Telecinco)
- Paquirri: 25 años de leyenda (Telecinco)
- Rocío Dúrcal: más bonita todavía (Telecinco)
- VHS  (Telecinco)

## Filmographie
- 1958 :  Le Rossignol des montagnes (El ruiseñor de las cumbres) d'Antonio del Amo